# IPhone SE (3. generacji)
IPhone SE – (znany również jako iPhone SE 3 lub iPhone SE 2022 ) smartfon firmy Apple, zaprezentowany 8 marca 2022 roku. Zastąpił on model iPhone SE (2. generacji) i jest częścią 13. generacji iPhone'a obok takich modeli jak 13/13 Mini/13 Pro/13 Pro Max.
Model trzeciej generacji ma takie same wymiary oraz kształt jak jego poprzednik, jednocześnie dzieląc wybrane wewnętrzne komponenty sprzętowe z linii iPhone'a 13, w tym chip A15 Bionic, który pozwolił na zaimplementowanie technologii 5G.

## Historia
Pierwsze informacje na temat 3. generacji iPhone SE pojawiły się 25 października 2021. Spekulowano jakoby nowy model miał wizualnie przejąć wygląd z iPhone 11 oraz chip A15 Bionic i zachować cenę modelu z 2020 roku (2. generacji).
Ostatecznie informacje te nie okazały się w pełni prawdziwe, a premiera urządzenia nastąpiła na konferencji Apple w dniu 8 marca 2022 roku, razem z iPadem Air (5. generacji).

## Specyfikacja
iPhone SE ma aluminiową ramkę, połączoną ze szklanym frontem i tyłem. Ma te same rozmiary, co jego poprzednik.
iPhone SE jest dostępny w trzech wersjach kolorystycznych: Północ (Midnight), Księżycowa poświata (Starlight) oraz w edycji Product Red. Północ i Księżycowa poświata zastępują odpowiednio czarny i biały, podczas gdy Product Red zostaje bez zmian.
| Kolor | Nazwa               | Wykończenie |
| ----- | ------------------- | ----------- |
|       | Północ              | Czarne      |
|       | Księżycowa poświata | Czarne      |
|       | (Product) RED       | Czarne      |

IPhone SE jest wyposażony w 4 GB pamięci operacyjnej RAM.

### Aparat
Z tyłu umieszczono aparat główny 12 MP z obiektywem szerokokątnym z przysłoną ƒ/1,8. Obecny jest autofocus, optyczna stabilizacja obrazu, lampa LED True Tone z trybem Slow Sync oraz inteligentny HDR 4 dla zdjęć. Można wykonywać panoramy do 63 MP. Wideo nagrywane jest w rozdzielczości 4K przy 24, 25, 30 lub 60 kl./s, HD 1080p przy 25, 30 lub 60 kl./s fps lub 720p HD przy 30 fps. Dostępny jest maksymalnie 5-krotny zoom cyfrowy, a pliki zdjęć zapisywane są w formatach HEIF i JPEG.
Z przodu obecny jest aparat 7 MP z przysłoną ƒ/2,2. Wideo nagrywane jest w rozdzielczości HD 1080p z częstością 25 kl./s lub 30 kl./s lub 720p HD przy 30 fps.